# Ганнусенко, Иван Маркович
Иван Маркович Ганнусенко (укр. Іван Маркович Ганнусенко, 14 октября 1919, село Николаевка Харьковской губернии — 14 июля 2004, Киев) — советский и украинский военный и государственный деятель, начальник Орджоникидзевского высшего военного командного краснознаменного училища имени С. М. Кирова МВД СССР (1962—1967), начальник Управления внутренних войск Украинской ССР и Молдавской ССР (1970—1985), депутат Верховного Совета УССР IX—XI созывов. Участник Великой Отечественной войны.

## Биография
Иван Маркович Ганнусенко родился 14 октября 1919 года в селе Николаевке Харьковской губернии в многодетной крестьянской семье.
С 1939 года служил в Красной армии. С 1941 года — сержант, командир отделения учебного полка 36-й конвойной дивизии НКВД.
После начала Великой Отечественной войны в 1941 году принимал участие в эвакуации золотого запаса СССР, за что был удостоен благодарности наркома внутренних дел СССР.
Член ВКП (б) с 1943 года.
В 1943 году с отличием окончил офицерские курсы в Свердловске, лейтенант, командир взвода снайперской роты 236-го московского конвойного полка. В мае 1944 года — проходил боевую стажировку в 184-й дивизии 33-й армии Западного фронта . С 1944 года — командир роты охраны лагерей военнопленных в Ивановской области, где содержался генерал-фельдмаршал Фридрих Паулюс.
В 1948—1951 годах учился в Военном институте Министерства внутренних дел СССР. С 1951 года — начальник штаба 236-го конвойного полка, впоследствии командир полка ВВ МВД СССР в Горьком. Начальник штаба дивизии ВВ МВД СССР в Ленинграде. С 1962 по 1967 год — начальник Орджоникидзевского высшего военного командного краснознаменного училища имени С. М. Кирова МВД СССР.
С 1967 по 1970 год — начальник штаба Управления внутренних войск Украинской ССР и Молдавской ССР (Киев).
С 1970 по 1985 год — начальник внутренних войск Министерства внутренних дел СССР по Украинской и Молдавской ССР (Киев). С 1975 года по 26 января 1988 года — депутат Верховного Совета Украинской ССР. Делегат XXIV съезда КПСС.
В 1996—2000 годах — главный специалист научно-правового отдела ВВ МВД Украины. Участвовал в разработке Закона Украины «О внутренних войсках Украины».
Умер 14 июля 2004 года. Похоронен в Киеве на Байковом кладбище (участок № 49б).

## Сочинения
- Берёзкин А. К. Когда стоял сентябрь: Документальная повесть, очерки о воинах внутренних войск / предисл. И. М. Ганнусенко. — Киев: Молодь, 1983. — 224 с. — 30 000 экз.
- Чайковский А. С. Плен: за чужие и свои грехи. Военнопленные и интернированные в Украине 1939-1953 гг. / консультант И. М. Ганнусенко. — Киев: Парламентское издательство, 2005. — 970 с. — ISBN 966-611-382-1.

## Награды
Награды СССР
- Орден Октябрьской Революции
- Орден Красного Знамени
- Орден Отечественной войны II степени
- Орден Красной Звезды
- Медаль «За оборону Москвы»[2]
- Медаль «За победу над Германией в Великой Отечественной войне 1941—1945 гг.»[3]
- Благодарность наркома внутренних дел СССР (1941)

Награды Украины
- Орден Богдана Хмельницкого I степени
- Знак отличия МВД Украины «Крест славы»